# Kačkanar
Kačkanar è una città della Russia siberiana estremo occidentale (Oblast' di Sverdlovsk), situata sul versante orientale degli Urali centrali, nella zona compresa fra i fiumi Isy e Byi, 205 km a nord del capoluogo Ekaterinburg; dal punto di vista amministrativo, dipende direttamente dall'oblast'.

## Società

### Evoluzione demografica
Fonte: mojgorod.ru
- 1959: 4.000
- 1970: 33.000
- 1979: 41.300
- 1989: 48.300
- 2007: 43.400